# Belton Regio

Imagen de Belton Regio tomada por la sonda New Horizons

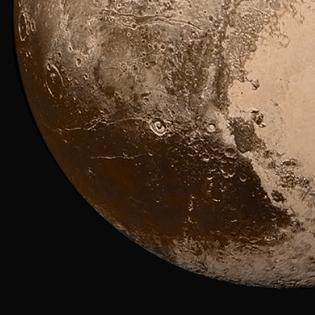
Imagen de la parte oriental de Belton Regio. La parte más clara situada al noreste es Sputnik Planitia.

Belton Regio, conocido informalmente como Cthulhu Regio, Cthulhu Macula o La Ballena debido a su forma, es un accidente geográfico de la superficie del planeta enano Plutón, situado sobre el ecuador y al sur del mismo. Es un accidente muy oscuro que contrasta vivamente con Sputnik Planitia con la que limita al este.  Las regiones de un objeto astronómico se llaman regio en lenguaje astrogeológico.

## Denominación
Tras su descubrimiento, y de manera extraoficial, fue denominada como Cthulu Regio o aun Cthulu Macula, y por estos nombres ha sido referenciada en numerosas publicaciones anteriores a su denominación oficial, por Cthulhu, deidad de ficción de las obras de H. P. Lovecraft.
El 22 de septiembre de 2023, la Unión Astronómica Internacional (IAU) adoptó el nombre definitivo de Belton Regio en honor al astrónomo británico Michael J. Belton.

## Descripción
Belton Regio se extiende desde el ecuador de Plutón hasta los 30° de latitud sur del planeta enano y desde los 40° hasta los 170º de longitud este, limitando al oeste con Meng-p'o Macula y al oeste con la Sputnik Planitia, que pertenece a Tombaugh Regio, región también conocida como el corazón (por su forma distintiva). 
Su característica principal es su bajo albedo de 0,08, haciendo de ella una región muy oscura. Está cubierta por un manto muy fino en espesor que permite discernir la topografía subyacente incluyendo valles dendríticos, cráteres, canales y escapes. Este manto oscuro es probablemente el resultado de precipitación de tolinas atmosféricas. Sin embargo, esta región presenta una correlación entre albedo y topografía, el material más brillante se localiza en las elevaciones, en algunas áreas en las cimas y en otras en la vertiente norte, debido probablemente a que la precipitación de estos materiales depende de la insolación recibida. Es un área muy craterizada y presenta escarpes y gargantas de hasta 600 km de longitud.